# Haliotis kamtschatkana

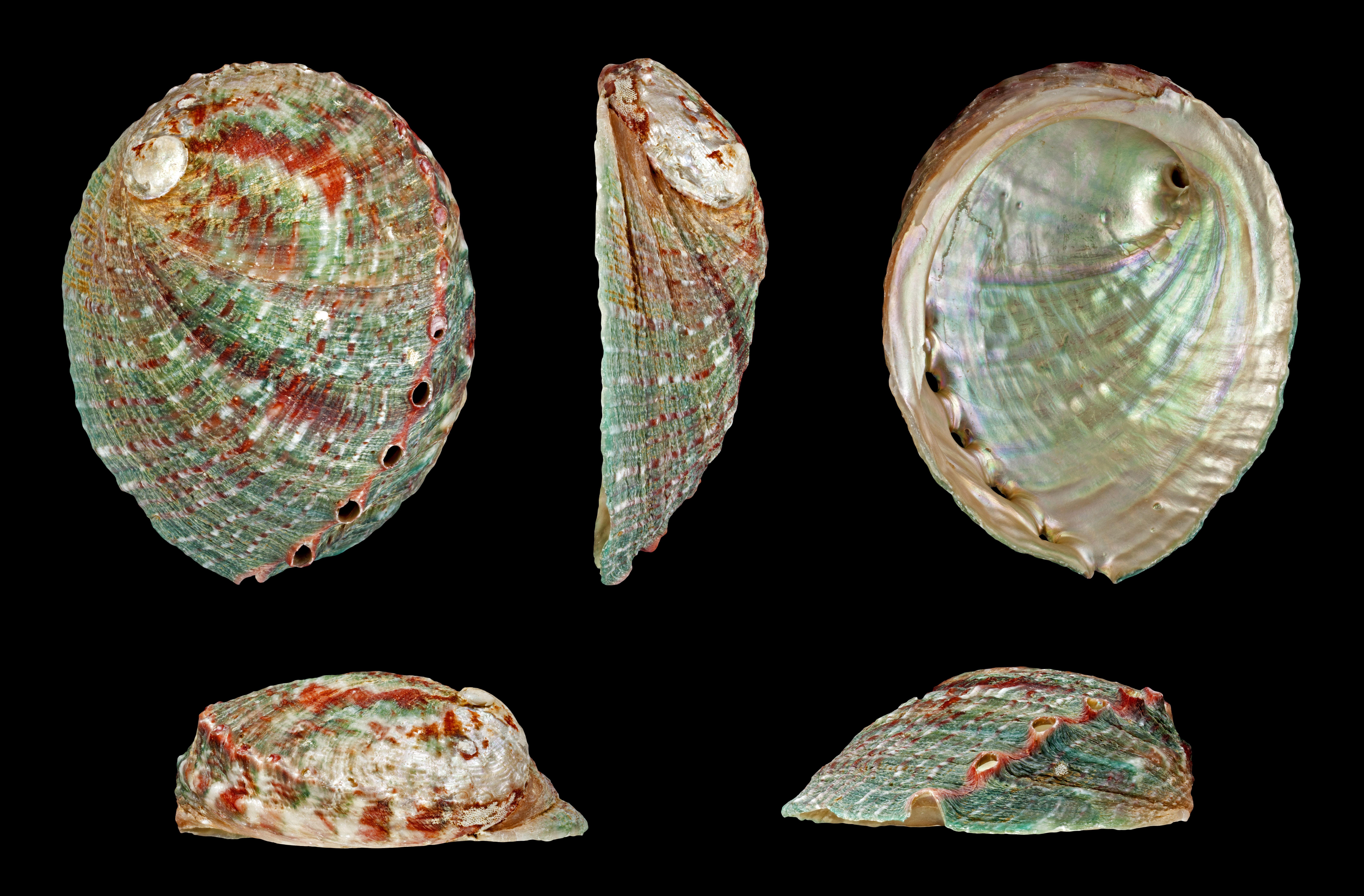
Haliotis kamtschatkana assimilis

Haliotis kamtschatkana is een slakkensoort uit de familie van de Haliotidae. De wetenschappelijke naam van de soort is voor het eerst geldig gepubliceerd in 1845 door Jonas.